# Тихоголос жовтодзьобий
Тихоголос жовтодзьобий (Arremon flavirostris) — вид горобцеподібних птахів родини Passerellidae. Мешкає в Бразилії, Болівії, Парагваї та Аргентині.

## Опис
Довжина птаха становить 15-16,5 см, вага 23,6-28,1 г. Голова чорна, від лоба до шиї ідуть білі смуги, проходячи над очима. Шия сіра, спина, крила і хвіст зеленуваті. Нижня частина тіла білі, боки сіруваті. На грудях чорна смуга. Самиці і молоді птахи мають тьмяніше забарвлення. Дзьоб яскраво-оранжевий. У птахів підвиду A. f. polionotus верхня частина тіла сає сіруватий відтінок.

## Підвиди
Виділяють два підвиди:
- A. f. flavirostris Swainson, 1838 — центральна і південна Бразилія;
- A. f. polionotus Bonaparte, 1850 — східна і південна Болівія, південно-східна Бразилія, Парагвай, північно-східна Аргентина.

В січні 2021 року Південноамериканський класифікаціний комітет і Міжнародна спілка орнітологів визнали підвид жовтодзьобого тихоголоса A. f. dorbignii окремим видом під назвою Arremon dorbignii.

## Екологія
Жовтодзьобі тихоголоси живуть у сухих тропічних і субтропічних лісах і чагарниках, на узліссях і галявинах, поблизу струмків, на висоті до 1400 м над рівнем моря.

## Раціон
Жовтодзьобі тихоголоси харчуються комахами і насінням трав.

## Розмноження
Гнізда кулеподібної форми розміщуються на землі. В кладці 2 яйця.